# Марони, Кук
Ку́к Маро́ни (англ. Cooke Maroney; род. 3 июля 1984, Нью-Йорк, Нью-Йорк, США) — американский галерист, арт-дилер. С 2022 года занимает должность директора галереи Гладстон; ранее работал в галерее Гагосян. Муж голливудской актрисы Дженнифер Лоуренс.

## Биография
Кук Марони родился 3 июля 1984 года  в Нью-Йорке, в семье арт-дилера Джеймса Марони и Сьюки Фредерикс. У него есть младшая сестра Аннабель, которая родилась примерно в то время, когда Марони только начал ходить в детский сад. В 1986 году семья Марони переехала в Лестер, штат Вермонт, так как его родители хотели вести тихую сельскую жизнь вдали от городской суеты. Через четыре года его родители открыли молочную ферму Oliver Hill, в Миддлбери, в Вермонте. В 1994 году пожар уничтожил большую часть фермы и она была остановлена.
После окончания средней школы Миддлбери Юнион, Марони получил степень по истории искусств в Нью-Йоркском университете, который окончил в 2007 году.

## Карьера
После окончания колледжа Марони устроился на работу в галерее современного искусства Гагосян в Нью-Йорке. Затем он занял должность директора по особым поручениям в Gladstone 64, галереи Гладстон, расположенной в Верхнем Ист-Сайде. Среди известных клиентов Марони были — Мэтью Барни, Аниш Капур, Ричард Принс, а также отец Лины Данэм — Кэрролл Данэм, некоторые работы которого выставлены в галерее Марони.

## Личная жизнь
В мае 2018 года Марони познакомился с актрисой Дженнифер Лоуренс, после того, как их познакомила подруга Лоуренс актриса Лора Симпсон. Они начали встречаться в следующем месяце и обручились в начале февраля 2019 года. Их помолвка состоялась в кафе River, в Бруклине. Марони и Лоуренс поженились 19 октября 2019 года в особняке Белкорт в Ньюпорте, штат Род-Айленд. Во время медового месяца они остановились на курорте NIHI Sumba в Индонезии, в частном доме владельца курорта Дж. Кристофера Берча. После возвращения домой Лоуренс забеременела, однако у неё случился выкидыш. В сентябре 2021 года представитель актрисы сообщил, что пара ожидает первенца. Лоуренс родила сына 23 февраля 2022 года, которого назвали Сай, в честь американского художника Сая Твомбли, одного из любимых художников Марони. Пара проживает, по большей части в таунхаусе в районе Вест-Виллидж, в Нью-Йорке; реже в Бель-Эйр, Лос-Анджелес. В октябре 2024 года поступила информация, что Лоуренс беременна вторым ребёнком.